# Luffia conspurcatella
Luffia conspurcatella är en fjärilsart som beskrevs av Pierre Millière 1875. Luffia conspurcatella ingår i släktet Luffia och familjen säckspinnare. Inga underarter finns listade i Catalogue of Life.